# Espansiva (byggesystem)
 For alternative betydninger, se Espansiva. (Se også artikler, som begynder med Espansiva)
Espansiva er et byggesystem i træ, blandt andet til opførelse af huse, udviklet af Jørn Utzon i 1970'erne.
Systemet er opbygget i et modulsystem, kaldet additionsarkitektur, med selvstændige enheder, som er industrielt fremstillet og består af træelementer, der omfattende fire søjler udført af træplanker/ -bjælker placeret i hjørnerne, tag af krydsfiner med isolering og pålagt forskellige tagmaterialer, vægge beklædt med variable beklædninger, et gulv af letvægtsbetonelementer, hævet over jorden og anbragt på nedgravede betonrør og prefabrikerede betonelementer. 
Forskellig varianter af systemet kan forekomme.
Der er flere fordele ved at anvende systemet, blandt andet opbygningen af elementerne på fabrik med rationaliseringsgevinster til følge, selvbyg er ikke så kompliceret som traditionelle byggemetoder og stor fleksibilitet.
Et eksempel på Espansiva-byggeri er villaen Espansiva-Huset i Bøssemagergade 64, Helsingør, som blev fredet i 2024.

## Ekstern henvisning
Byggesystemer i træ Arkiveret 11. marts 2007 hos  Wayback Machine
| Byggeri og bygningsdele | Spire Denne artikel om byggeri og bygningsdele er en spire som bør udbygges. Du er velkommen til at hjælpe Wikipedia ved at udvide den. |

|  | Denne artikel om en bygning eller et bygningsværk kan blive bedre, hvis der indsættes et (bedre) billede. Du kan hjælpe ved at afsøge Wikimedia Commons for et passende billede eller lægge et op på Wikimedia Commons med en af de tilladte licenser og indsætte det i artiklen. |